# Халкабад
Халкабад (узб. Xalqobod/Халқобод, каракалп. Xalqabad/Халқабад) — город в Кегейлийском районе Каракалпакстана (Узбекистан).

## История
Халкабад известен с первой половины XIX века. Некогда здесь у канала Баганали стояла крепость, которая со временем обросла жилыми кварталами, медресе, библиотекой и административными учреждениями.
Статус города был присвоен в 1986 году (до этого, с 1970-х годов он имел статус посёлка городского типа).

## География
В городе расположена железнодорожная станция (на линии Найманкуль — Чимбай). Буквально в 10 км к востоку начинаются пески пустыни Таскудык. Является центром аграрного региона, где производят зерновые и хлопок.
Халкабад расположен в восточной части дельты Амударьи, которая здесь иссечена множеством каналов. Как и многие города региона, он входит в зону экологической катастрофы, которая связана с обмелением Аральского моря и усилившейся засушливостью климата.

## Население
| 1979 | 1989 | 1991 | 2004   | 2018   |
| ---- | ---- | ---- | ------ | ------ |
| 6784 | 9186 | 9800 | 12 300 | 15 817 |